# Памятник А. С. Пушкину (Симферополь)
Памятник А. С. Пушкину — памятник русскому поэту Александру Сергеевичу Пушкину, расположенный в Симферополе.

## История
Открыт 10 ноября 1967 года на углу улиц Пушкина и Горького возле здания Крымского академического русского драматического театра имени Максима Горького. Выполнен из бронзы и гранита по проекту народного художника УССР, скульптора А. А. Ковалёва и крымского архитектора В. П. Мелик-Парсаданова. В 1984 году памятник был перенесён к зданию СПТУ № 23 в Совнаркомовском переулке, а через несколько лет возвращён на прежнее место.
Постановлением Совета министров Республики Крым от 20.12.2016 года отнесён к объектам культурного наследия регионального значения.
Отреставрирован в 2018 году.

## В кино
- Показан в одной из сцен советского художественного фильма «Они были актёрами» (1981) режиссёра Г. Г. Натансона[7].